# Tragique Obsession
Tragique Obsession (Obituary) est un téléfilm américain réalisé par John Bradshaw, diffusé le 23 juillet 2006 sur Lifetime.

## Synopsis
Denise Wilcox travaille à la rubrique nécrologique du journal La Tribune. La jeune femme convoite un poste plus intéressant mais elle est devancée par son amour de jeunesse qui décroche la place. Peu après, en faisant son jogging, Denise découvre un cadavre. Bien placée pour enquêter, elle cherche à comprendre ce qui s'est passé. De fil en aiguille, elle se retrouve au cœur d'une série de meurtres.

## Fiche technique
- Titre : Tragique Obsession
- Titre original : Obituary
- Réalisation : John Bradshaw
- Scénario : Joanne Wannan
- Photographie : Russ Goozee
- Musique : Stacey Hersh
- Société de production : Chesler/Perlmutter Productions
- Pays : États-Unis
- Durée : 90 minutes

## Distribution
- Josie Bissett : Denise Wilcox
- Craig Olejnik : Luke
- Grant Nickalls : Simon Castillo
- Alan C. Peterson : Roger Morgenstein
- Joe Pingue : Détective Walker
- Bill Lynn : Stanley Morgan
- Julia Chantrey (en) : Zara
- Henry Chan : Mr. Lee
- Addison Bell : Ivan Foster
- Araxi Arslanian : Melissa Cooke